# Fescennium
Fescennium o Fescenium (en grec antic Φασκένιον) va ser una antiga ciutat d'Etrúria, propera a Falerii.
Dionís d'Halicarnàs sempre diu que els faliscs ocupaven dues ciutats: Falerii i Fescenium, i altres autors ho confirmen i els donen un origen pelasg. Virgili menciona les Fescenninae acies ('tropes de Fescennium') entre les forces etrusques que van seguir Turnus quan feia la guerra contra Eneas. Però no es parla de Fescennium a la història. Sembla cert que era només una dependència de Falerii, i va seguir la sort d'aquesta ciutat, durant el període de la seva grandesa i poder. Plini el Vell, però, parla de Fescennia (tal com escriu el nom) i diu que al seu temps era un municipi independent.
La seva situació és discutida. Se l'ha situada a Civita Castellana (que avui tothom coincideix que és l'antiga Falerii), a Gallese (uns 15 km al nord de Civita Castellana) on s'han trobat unes restes etrusques, i a un lloc prop Borghetto (entre la ciutat i Corciano), al Tíber, on també hi ha unes ruïnes etrusques, a uns 9 km al sud de Civita Castellana. Aquest darrer lloc només conserva com a part visible l'església de San Silvestro en estat ruïnós.
Aquesta ciutat, tot i la seva poca importància, va originar els anomenats versos fescennins (Fescennini versus), que originalment semblen haver estat uns diàlegs rústics en vers, però després van ser substituïts per produccions dramàtiques més elaborades, de manera que el nom va ser aplicat quasi exclusivament als versos que es recitaven a les festes nupcials que permetien una major llicencia en el llenguatge. Els autors que van utilitzar aquestos versos van ser Annianus, Servius i Festus, i el primer esmenta Fescennia com una ciutat de Campània, probablement per confusió amb Atella, d'on van sorgir les comèdies atel·lanes, del nom d'aquella ciutat però esteses també per altres llocs.